# محمد المصمودي
محمد المصمودي (المهدية، 25 ماي 1925- 7 نوفمبر 2016) سياسي تونسي, ووزير سابق.

## مسيرته
درس محمد المصمودي في المعهد الصادقي بتونس. ثم توجه لمواصلة دراسته في فرنسا، وفي عام 1949 ترأس جامعة فرنسا للحزب الحر الدستوري الجديد. وفي عام 1954 سمي وزير دولة في حكومة الطاهر بن عمار التي تشكلت من أجل التفاوض مع فرنسا للوصول إلى الاستقلال الداخلي للبلاد التونسية. وقد شارك محمد المصمومدي في تلك المفاوضات. وفي عام 1956 كلف بـ'وزارة الاقتصاد الوطني وأمكن له بهذه الصفة أن يكون ضمن الوفد التونسي للمشاركة في الاحتفال بإلغاء نظام الحماية 

## في الحكومة وخارجها
بعد حصول تونس على استقلالها عام 1956، انضم محمد المصمودي إلى الديوان السياسي للحزب الحر الدستوري الجديد، كما تولى عدة مناصب، من بينها كتابة الدولة للأخبار فيما بين 30 ديسمبر 1958 و7 أكتوبر 1961  ثم سمي في السياحة. وقد اقترب من البشير بن يحمد ومحمد بن إسماعيل بجريدة لاكسيون الأسبوعية التي ستتحول إلى أفريك أكسيون ثم فيما بعد جون أفريك، وقد وقع عزله نتيجة المواقف التي تبنتها الجريدة والتي اعتبرت نقدية إزاء محاكمة الطاهر بن عمار و«الحكم الفردي» للرئيس الحبيب بورقيبة. وعاد في 1965 ليعوض فحسان بلخوجة على رأس السفارة التونسية في باريس، واستمر في هذا المنصب فيما بين 13 فيفري 1965 و12 جوان 1970، ليسمى وزيرا للشؤون الخارجية عوضا عن الحبيب بورقيبة الابن الذي سمي آنذاك سفيرا في باريس. وكان المصمودي أحد مهندسي الوحدة بين تونس وليبيا التي تم التوقيع على اتفاقيتها يوم 12 جانفي 1974. وقد عين في حكومة الجمهورية العربية الإسلامية التي نصت عليها الاتفاقية نائبا للوزير الأول، غير أن فشل تلك الوحدة قد رحل به عن الحكومة ، وتم تعويضه على رأس الدبلوماسية التونسية بالحبيب الشطي. وفي عام 1977 نشر محمد المصمودي كتابه العرب في العاصفة وقد ضمنه خاصة رسالة مفتوحة موجهة إلى الرئيس بورقيبة. كما اشتغل بعد ذلك مساتشارا لعدد من الحكام العرب.

## وصلات خارجية
- محمد المصمودي على موقع مونزينجر (الألمانية)

1. 1 2 3 4  Michel Camau et Vincent Geisser, Habib Bourguiba. La trace et l'héritage, éd. Karthala, Paris, 2004, p. 550
2. ↑  http://www.jeuneafrique.com/Article/LIN19036marslecnarv0/20-mars-1956-la-delivrance.html 20 mars 1956, la délivrance نسخة محفوظة 2015-04-20 على موقع واي باك مشين.
3. ↑  Tahar Belkhodja, Les trois décennies Bourguiba. Témoignage, éd. Publisud, Paris, 1998, p. 147

| سبقه الحبيب بورقيبة الابن | وزير خارجية (تونس) 1970- 1974 | تبعه الحبيب الشطي |